# António Mexia
António Luís Guerra Nunes Mexia (ur. 12 lipca 1957 w Lizbonie) – portugalski ekonomista, menedżer sektora energetycznego i nauczyciel akademicki, w latach 2004–2005 minister robót publicznych, transportu i komunikacji.

## Życiorys
Z wykształcenia ekonomista, absolwent Uniwersytetu Genewskiego. W latach 1979–1981 był nauczycielem akademickim na tej uczelni. Później wykładał na Universidade Católica Portuguesa i na Universidade Nova de Lisboa, kierując różnymi katedrami. Pod koniec lat 80. pełnił funkcję zastępcy sekretarza stanu do spraw handlu zagranicznego. W latach 1992–1998 wchodził w skład rady dyrektorów baku Banco Espírito Santo. Następnie zarządzał przedsiębiorstwami gazowymi, w latach 2001–2004 był przewodniczącym komitetu wykonawczego kompanii Galp Energia. Pełnił różne funkcje w organizacjach gospodarczych, m.in. prezesa Associação Portuguesa de Energia i wiceprezesa Associação Industrial Portuguesa.
Od lipca 2004 do marca 2005 sprawował urząd ministra robót publicznych, transportu i komunikacji w rządzie Pedra Santany Lopesa. W 2006 został przewodniczącym rady dyrektorów koncernu energetycznego Energias de Portugal.
Odznaczony Krzyżem Wielkim Orderu Zasługi Przedsiębiorczej w Klasie Zasługi Przemysłowej (2014).